# دس‌همبرس
دُس‌هُمبرس یک شرکت مسکال است که در سال ۲۰۱۹ توسط بازیگران آمریکایی برایان کرانستون و آرون پل تأسیس شد. این دو بیشتر برای ایفای نقش شخصیت های اصلی والتر وایت و جسی پینکمن در سریال درام جنایی بریکینگ بد (۲۰۰۸-۲۰۱۳) شناخته می‌شوند.  دُس‌هُمبرس در اسپانیایی به معنای «دو مرد» است.
در ژوئن ۲۰۲۱، کانتستلیشن برندس سهام اقلیت در دس‌همبرس را گرفت.  این شرکت سرمایه‌گذاری را از طریق گروه سرمایه‌گذاری خطرپذیر خود انجام داده است. دس‌همبرس به طور مستقل تحت مالکیت و بهره‌برداری خواهد بود.
این شرکت مسکال را بصورت دست‌ساز تولید می‌کند که در دسته‌های کوچک تقطیر می‌شود و از فناوری مدرن استفاده نمی‌کند. دس‌همبرس در سن لوئیس دل ریو در اوآخاکا، مکزیک تولید می‌شود و تولید توسط گرگوریو ولاسکو انجام می شود.